# 수공구

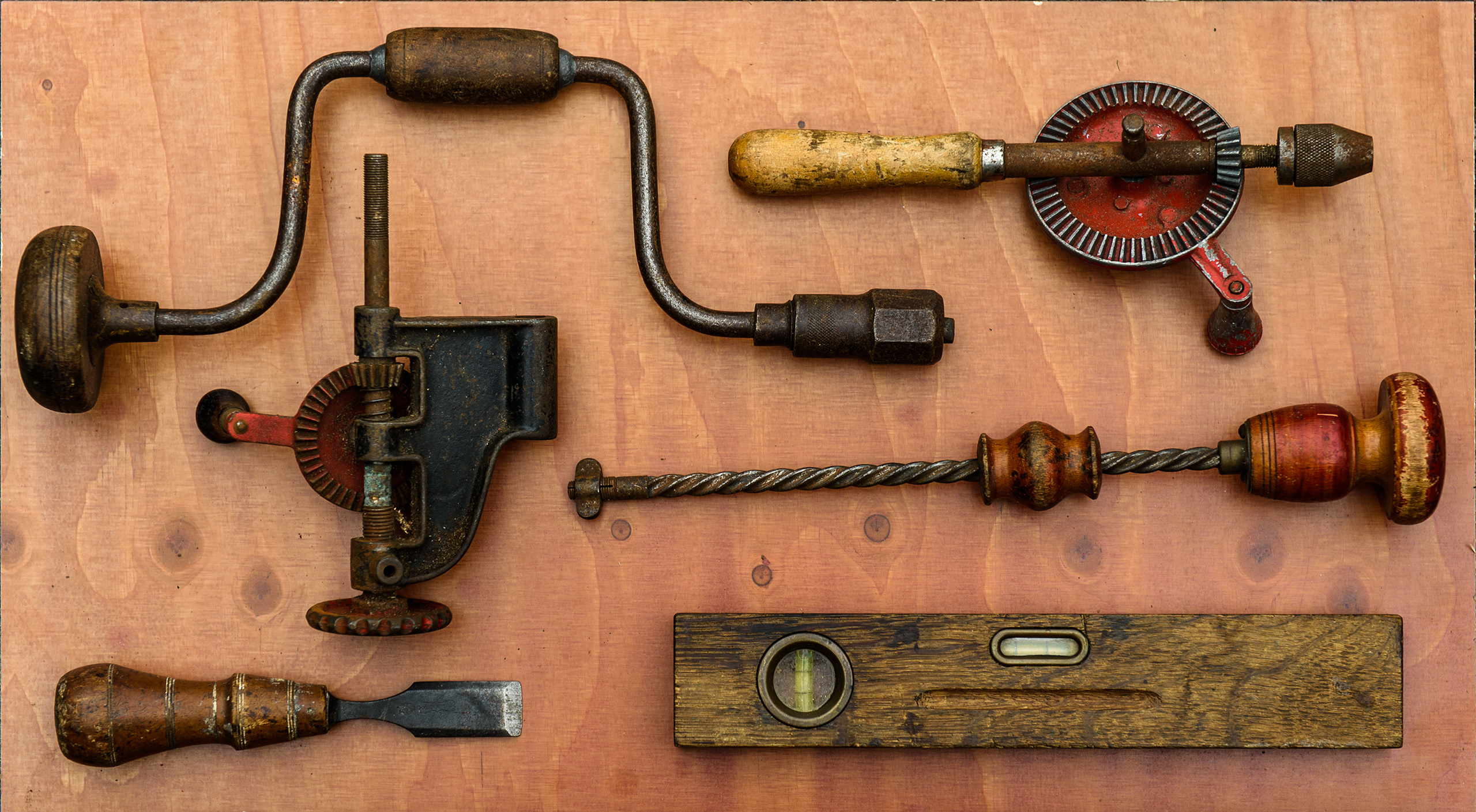

수공구(手工具, hand tool)는 원동기 따위 동력 없이 인력으로만 사용하는 공구다. 렌치・플라이어・줄・망치・끌・스크루드라이버・바이스・조임틀・쇠톱 등이 수공구다.

## 같이 보기
- 분류:수공구
- 정원용 기구
- 육체노동